# 日本ゴルフツアー選手権
BMW 日本ゴルフツアー選手権 森ビルカップ（ビー・エム・ダブリュー にほんゴルフツアーせんしゅけん もりビルカップ）は、日本ゴルフツアー機構が主催する日本のメジャーゴルフトーナメント大会である。2000年に創設された。メジャートーナメントでは最も新しく創設された大会である。2022年現在、賞金総額1億5000万円、優勝賞金3000万円。

## 来歴
大会が始まった2000年から最初の3年間はツアーのオフィシャルスポンサーを冠にした「イーヤマカップ」と題して、栃木県那須塩原市にあるホウライカントリー倶楽部を舞台にして行われたが、第1回大会では度重なる落雷の影響で試合がたびたび中断し、日没のためサスペンデッドになるという弊害もあった。
更にその後、イーヤマ（現・iiyama、2005年11月に民事再生法を申請）がオフィシャルスポンサーから撤退。2003年からは森ビルが新たなトーナメントスポンサー（特別協賛社）となり、茨城県笠間市にある宍戸ヒルズカントリークラブ西コース（森ビルの関連会社が運営）に会場を移し、大会名称も「日本ゴルフツアー選手権・宍戸ヒルズカップ」として開催。2006年からは総合金融グループであるUBSの特別後援により、「UBS日本ゴルフツアー選手権」として行われていた。
2009年より従来の6月末 - 7月初旬から6月初旬の開催となり1ヶ月ほど早くなった。
2010年よりシティバンク銀行が特別後援となり、「日本ゴルフツアー選手権 シティバンクカップ 宍戸ヒルズ」として開催されていたが、2012年で降板した。
2013年より6月下旬の開催に再度変更された。
特別協賛社の森ビルは2014年6月18日、2017年大会まで特別協賛を継続し、更に2014年大会から「日本ゴルフツアー選手権 森ビルカップ Shishido Hills」として開催することを発表。2018年から2021年にかけても同じ大会名で開催された。
2022年からは新たにビー・エム・ダブリュー株式会社（BMW）がタイトルスポンサーとなり、「BMW 日本ゴルフツアー選手権 森ビルカップ」として開催されることが決まった。

## 概要
優勝選手には向こう5年間の日本ゴルフツアー機構公認試合（公式戦）のシード出場に加え、2022年からはDPワールドツアーの「BMWインターナショナル・オープン」への出場資格も獲得できる。
天災などの事情で日曜日までに72ホール決着出来ない場合は翌日（月曜日）にも開催する場合がある。
なお、2000年の第1回大会は「TPC（Tournament Players Championship　日本ゴルフツアー・プレーヤーズ選手権）イーヤマカップ」と名乗っていたがTPCがアメリカのゴルフコースである「Tournament Players Club」（トーナメントプレーヤーズクラブ）の略称であるため、混乱を避けてほしいという要望から第2回大会以後は「日本ゴルフツアー選手権」と表現を変更している。
なお、テレビ放送を担当するNHKではスポンサーの宣伝になることから「日本ゴルフツアー選手権」にすることになっている。
2010年には、ゴルフネットワーク「とことん1番ホール生中継」第3弾として放送された。

## 歴代優勝者
| 回数   | 開催期間               | 優勝者                         | 開催地 | 開催ゴルフコース                   |
| ------ | ---------------------- | ------------------------------ | ------ | ---------------------------------- |
| 第1回  | 2000年6月29日 - 7月2日 | 伊沢利光                       | 栃木県 | ホウライカントリー倶楽部           |
| 第2回  | 2001年6月28日 - 7月1日 | 宮本勝昌                       | 栃木県 | ホウライカントリー倶楽部           |
| 第3回  | 2002年7月4日 - 7日     | 佐藤信人                       | 栃木県 | ホウライカントリー倶楽部           |
| 第4回  | 2003年7月3日 - 6日     | 伊沢利光                       | 茨城県 | 宍戸ヒルズカントリークラブ西コース |
| 第5回  | 2004年7月1日 - 4日     | S・K・ホ                       | 茨城県 | 宍戸ヒルズカントリークラブ西コース |
| 第6回  | 2005年6月30日 - 7月3日 | 細川和彦                       | 茨城県 | 宍戸ヒルズカントリークラブ西コース |
| 第7回  | 2006年6月29日 - 7月2日 | 高橋竜彦                       | 茨城県 | 宍戸ヒルズカントリークラブ西コース |
| 第8回  | 2007年6月28日 - 7月1日 | 片山晋呉                       | 茨城県 | 宍戸ヒルズカントリークラブ西コース |
| 第9回  | 2008年7月3日 - 6日     | 星野英正                       | 茨城県 | 宍戸ヒルズカントリークラブ西コース |
| 第10回 | 2009年6月4日 - 7日     | 五十嵐雄二                     | 茨城県 | 宍戸ヒルズカントリークラブ西コース |
| 第11回 | 2010年6月3日 - 6日     | 宮本勝昌                       | 茨城県 | 宍戸ヒルズカントリークラブ西コース |
| 第12回 | 2011年6月2日 - 5日     | 朴宰範（パク・ジェーブン）     | 茨城県 | 宍戸ヒルズカントリークラブ西コース |
| 第13回 | 2012年5月31日 - 6月3日 | 藤本佳則                       | 茨城県 | 宍戸ヒルズカントリークラブ西コース |
| 第14回 | 2013年6月20日 - 23日   | 小平智                         | 茨城県 | 宍戸ヒルズカントリークラブ西コース |
| 第15回 | 2014年6月19日 - 22日   | 竹谷佳孝                       | 茨城県 | 宍戸ヒルズカントリークラブ西コース |
| 第16回 | 2015年6月4日 - 7日     | 梁文冲（リャン・ウェンチョン） | 茨城県 | 宍戸ヒルズカントリークラブ西コース |
| 第17回 | 2016年6月2日 - 5日     | 塚田陽亮                       | 茨城県 | 宍戸ヒルズカントリークラブ西コース |
| 第18回 | 2017年6月1日 - 4日     | ショーン・ノリス               | 茨城県 | 宍戸ヒルズカントリークラブ西コース |
| 第19回 | 2018年5月31日 - 6月3日 | 市原弘大                       | 茨城県 | 宍戸ヒルズカントリークラブ西コース |
| 第20回 | 2019年6月6日 - 9日     | 堀川未来夢                     | 茨城県 | 宍戸ヒルズカントリークラブ西コース |
| 第21回 | 2021年6月3日 - 6日     | 木下稜介                       | 茨城県 | 宍戸ヒルズカントリークラブ西コース |
| 第22回 | 2022年6月2日 - 5日     | 比嘉一貴                       | 茨城県 | 宍戸ヒルズカントリークラブ西コース |
| 第23回 | 2023年6月1日 - 4日     | 金谷拓実                       | 茨城県 | 宍戸ヒルズカントリークラブ西コース |
| 第24回 | 2024年6月6日 - 9日     | 岩田寛                         | 茨城県 | 宍戸ヒルズカントリークラブ西コース |
| 第25回 | 2025年6月5日 - 8日     | 蟬川泰果                       | 茨城県 | 宍戸ヒルズカントリークラブ西コース |

2020年の開催は、新型コロナウイルス感染拡大の影響で中止された。